# Кап Аитиен
Кап Аитиен (на френски: Cap-Haïtien – Хаитянски нос, на хаитянски креолски: Kap Ayisyen) или разговорно Льо Кап (Le Cap – Носът) е 4-тият по население град в Хаити.
Разположен е на северния бряг на острова. Административен център на Северния департамент. Население – 274 404 жители (2015).

## История
Градът е основан през 1670 г. от французите и до получаването на независимостта си от тях през 1804 г. се е наричал Кап Франсе (Cap-Français – Френски нос). Европейските пътешественници го наричат Париж на Антилите. До 1770 г. там се намира администрацията на френската колония Сан Доминго.
След изострянето на отношенията си с Франция (1798 – 1800) и Гражданската война в САЩ от Кап Аитиен се заинтересуват американците. През 1802 г. старият град е практически разрушен в хода на бойните действия. Самопровъзгласилият се крал Анри Кристоф построява града отново, но и постройките от неговото време в по-голямата си част не успяват да се съхранят заради колосалните повреди от земетресението през 1842 г. и урагана през 1928 г.
В самия град от колониалния период е съхранена само енорийската църква, но на 12 км от града оцелели от руините са резиденцията на Анри Кристоф с двореца Сан-Суси и крепостта Лафериер, която наричат най-голямата в Западното полукълбо. Недалеч в руини е дворецът на Паулина – сестра на Наполеон, където е живяла по време на неудачното нахлуване на съпруга ѝ в Хаити през 1801 г.

## Земетресение (2010)
Земетресението в Хаити през 2010 г. довежда до сравнително неголеми разрушения в Кап Аитиен, в сравнение със столицата Порт о Пренс. Затова много жители на разрушената столица, особено от деловите среди, се преселват в Кап Аитиен.
Тъй като стихията унищожава пристанищните мощности на Порт о Пренс, контейнерният терминал на Кап Аитиен се използва за доставки на хуманитарна помощ за Хаити.

## Население
Динамика на числеността на населението на града по години:
| 1971   | 1982   | 1990   | 1995    | 1997    | 2003    | 2013    | 2015    |
| ------ | ------ | ------ | ------- | ------- | ------- | ------- | ------- |
| 45 688 | 64 406 | 96 445 | 100 628 | 107 026 | 111 094 | 135 289 | 274 404 |

## Спорт
В града има 3 футболни отбора, играещи в първата дивизия на Хаити – „Реал Оп ФА“ (познат също като „Реал дю Кап“), „АС Капоаз“ и „Футбол Интер Клуб Асосиасион“ (познат още като „ФИКА“), както и отборът „Зенит“ в третата дивизия.

## Побратимени градове
- Старият Сан Хуан, Пуерто Рико (САЩ)
- Портланд (Мейн), САЩ
- Ню Орлиънс (Луизиана), САЩ

## Галерия
- Колониален дом в историческия център
- Изглед от двореца Сан-Суси
- Кметството, Кап Аитиен
- Круизен кораб на Лабади